# Federico Cafiero
Federico Cafiero (Riposto, 24 maggio 1914 – Napoli, 7 maggio 1980) è stato un matematico italiano.

## Biografia
Laureatosi all'Università di Napoli con lode nel 1939, si perfezionò all'Istituto Nazionale di Alta Matematica di Roma. Insegnò analisi nelle università di Roma, Napoli, Catania, Pisa e alla Scuola Normale, chiamatovi da Sandro Faedo. Alla morte di Renato Caccioppoli, di cui era stato allievo prediletto, fece ritorno a Napoli per succedergli nella cattedra.
L'attività di ricerca fu incentrata sulle equazioni differenziali ordinarie, la teoria fine delle funzioni reali di variabile reale e, soprattutto, sulla teoria della misura e dell'integrazione. In particolare studiò misure intese come funzioni additive d'insieme e di misure in insiemi astratti. Insieme ad Antonio Zitarosa fondò una collana editoriale di analisi matematica ("Quaderni") presso l'editore napoletano Liguori.

## Opere
- Lezioni di analisi matematica, Liguori editore, Napoli 1964, 1968.
- Misura e integrazione, Edizioni Cremonese, Roma 1959.
- Lezioni sulla teoria delle funzioni di variabile reale, ed. Liguori, Napoli 1954.
- Funzioni additive d'insieme ed integrazione negli spazi astratti, ed. Liguori, Napoli 1953.